# Theodor Parisius (Landrat)
Carl Friedrich Theodor Parisius (* 1. Februar 1859 in Einbeck; † 28. November 1892 in Wiesbaden) war ein deutscher Verwaltungsjurist.

## Leben
Theodor Parisius studierte Rechtswissenschaften an der Universität Straßburg. 1879 wurde er Mitglied des Corps Suevia Straßburg. Nach dem Studium trat er in den preußischen Staatsdienst ein. 1887 legte er das Regierungsassessor-Examen bei der Regierung in Hildesheim ab. Zunächst Regierungsassessor bei der Regierung in Oppeln, wurde er 1891 Landrat des Kreises Zabrze. Das Amt hatte er bis zu seinem Tod Ende 1892 inne.